# واجذب سطحی
واجذب سطحی (surface desorption) فرایند فیزیکی است که در آن یک ماده قبلاً جذب شده از یک سطح آزاد می‌شود. این زمانی اتفاق می‌افتد که یک مولکول انرژی کافی برای غلبه بر سد فعال سازی یا انرژی پیوندی که آن را در سطح نگه می‌دارد به دست آورد. بسته به مکانیسمی که واجذب سطحی اتفاق می‌افتد، انواع مختلفی از واجذب وجود دارد؛ بنابراین هیچ معادله ای وجود ندارد که فرایند را توصیف کند. توجه داشته باشید که واجذب عکس جذب می‌باشد.
مکانیسم واجذب: با توجه به ماهیت پیوند مواد جذب شده به سطح، مکانیسم‌های زیادی برای واجذب وجود دارد. پیوند سطحی مواد جذب شده را می‌توان به صورت حرارتی، از طریق واکنش‌های شیمیایی یا توسط تابش جدا کرد، که همه این‌ها ممکن است منجر به دفع گونه شود.
واجذب حرارتی: واجذب حرارتی فرآیندی است که در آن یک ماده جذب شده حرارت داده می‌شود و این باعث دفع اتم‌ها یا مولکول‌ها از سطح می‌شود. اولین استفاده از واجذب حرارتی توسط LeRoy Apker در سال ۱۹۴۸ بود[۲]. این روش یکی از متداولترین روش‌های واجذب است و می‌تواند برای تعیین پوشش سطحی مواد جاذب و ارزیابی انرژی فعال‌سازی دفع مورد استفاده قرار گیرد.
واجذب حرارتی معمولاً با معادله پولانی-ویگنر توصیف می‌شود:

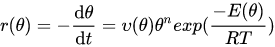

در این معادله r میزان واجذب می‌باشد، ᶱ پوشش جذبی می‌باشد، t زمان، n مرتبه واجذب، E انرژی فعال‌سازی، R ثابت گاز و T دمای مطلق است. پوشش جذبی به عنوان نسبت بین مکان‌های جذب اشغال شده و موجود تعریف می‌شود.
واجذب کاهنده یا اکسیداتیو: در برخی موارد، مولکول جذب شده از نظر شیمیایی به سطح/مواد متصل می‌شود و چسبندگی قوی ایجاد می‌کند و دفع را محدود می‌کند. اگر چنین باشد، دفع نیاز به یک واکنش شیمیایی دارد که پیوندهای شیمیایی را می‌شکند. یک راه برای انجام این کار اعمال ولتاژ به سطح است که منجر به کاهش یا اکسیداسیون مولکول جذب شده می‌شود.

## کاربرد
واجذب یک فرایند فیزیکی است که می‌تواند برای چندین کاربرد بسیار مفید باشد. در این بخش دو کاربرد واجذب حرارتی توضیح داده شده‌است. یکی از آنها در واقع یک تکنیک واجذب حرارتی،TPD - واجذب با برنامه دمایی است که کاربرد بسیار مهمی دارد. مورد دیگر استفاده از واجذب حرارتی با هدف کاهش آلودگی است.

## TPD – واجذب با برنامهٔ دمایی
واجذب با برنامهٔ دمایی (TPD) یکی از پرکاربردترین تکنیک‌های آنالیز سطحی است که برای علم تحقیقات مواد موجود است. این تکنیک برای کاربردهایی از جمله دانستن میزان واجذب و انرژی‌های اتصال ترکیبات و عناصر شیمیایی، ارزیابی مکان‌های فعال بر روی سطوح کاتالیزور و درک مکانیسم‌های واکنش‌های کاتالیزوری از جمله جذب، واکنش سطحی و واجذب، تجزیه و تحلیل ترکیبات مواد، برهمکنش‌های سطحی به کار می‌رود؛ بنابراین، TPD در بسیاری از صنایع از جمله، کنترل کیفیت و تحقیقات صنعتی روی محصولاتی مانند پلیمرها، داروها، خاک رس و مواد معدنی، بسته‌بندی مواد غذایی، و فلزات و آلیاژها اهمیت فزاینده ای دارد[۵].
هنگامی که TPD با هدف دانستن میزان دفع محصولاتی که قبلاً روی یک سطح جذب شده‌اند استفاده می‌شود، شامل حرارت دادن سطح کریستالی سردی است که گاز یا مخلوطی از گازها را با سرعت کنترل‌شده جذب می‌کند. سپس، مواد جذب شده در حین گرم شدن واکنش نشان داده و سپس از سطح کنده می‌شوند. [۶] نتایج اعمال TPD نرخ دفع هر یک از گونه‌های محصول است که به عنوان تابعی از دمای سطح واجذب شده‌است، به این طیف TPD محصول می‌گویند. همچنین، از آنجایی که دمایی که هر یک از ترکیبات سطحی در آن واجذب شده‌اند مشخص است، می‌توان انرژی فعال سازی محاسبه کرد.

## دفع حرارتی برای حذف آلودگی
واجذب، به‌طور خاص واجذب حرارتی، می‌تواند به عنوان یک تکنیک پاکسازی محیطی استفاده شود. این فرایند فیزیکی برای حذف آلاینده‌ها در دماهای نسبتاً پایین، از ۹۰ تا ۵۶۰ درجه سانتیگراد، از ماتریس جامد طراحی شده‌است.